# Kes (banda)
Kes (comúnmente conocido como Kes the Band o KTB) es una banda de soca formada en Trinidad y Tobago en 2005. El estilo musical de la banda se compone principalmente de soca, influenciado por calypso, dancehall y reggae, con elementos de otros géneros como rock y dance. En ocasiones es descrito como un Pop Isleño o Pop Caribeño. La banda consiste en Kees Dieffenthaller (Voz), Hans Dieffenthaller (Batería), Jon Dieffenthaller (Guitarra) y Riad Boochoon (Bajo eléctrico). Kes, Hans y Jon son hermanos. Destacan por sus actuaciones en vivo cargados en energía alta y la voz conmovedora del cantante líder (Kes), KES ha capturado el corazón de muchos. Se ha convertido en una de las bandas más populares y aclamadas de Trinidad y Tobago, en el Caribe, Estados Unidos y Canadá.

## Historia
Kes fue formado en 2005. Hans, Jon, Kees y Riad son exalumnos de la Universidad Presentación de San Fernando en Trinidad y Tobago

## Música

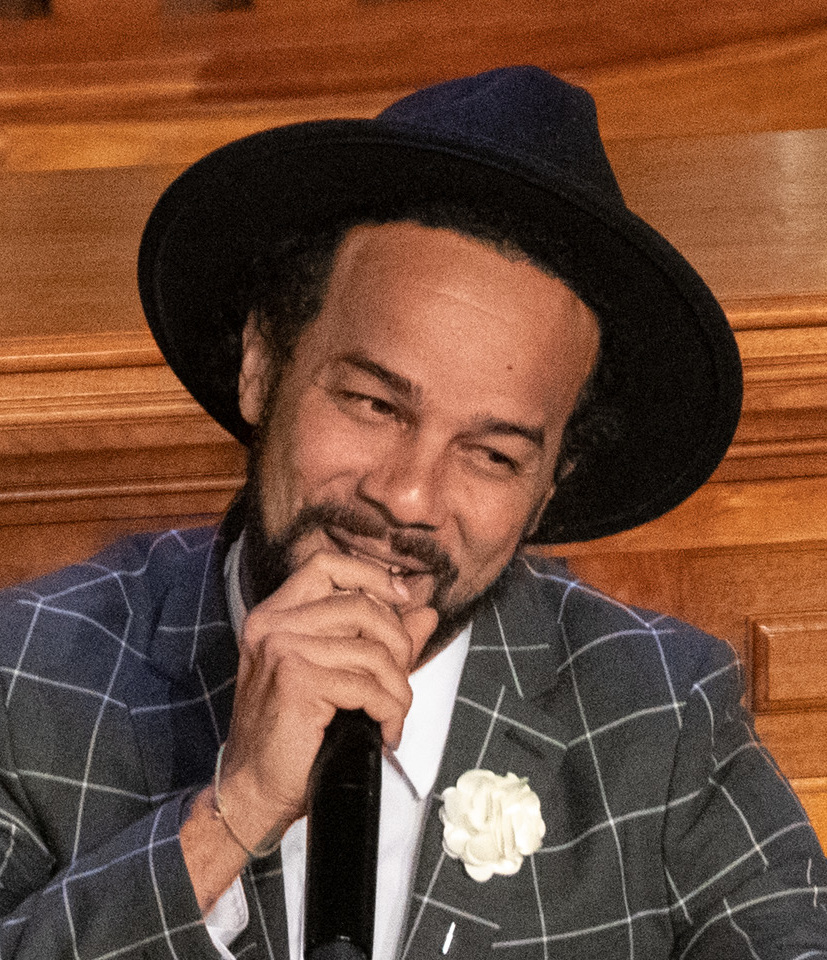
Kees Dieffenthaller (2021)

La música de KES incorpora una mezcla única de voces soul y melodías de calypso de inspiración, a través de una fusión de riff de rock y ritmos isleños, toques de soca y reggae, y puede ser mejor descrito como Pop Caribeño. Este estilo los ha elevado a las grandes ligas, permitiendo a KES convertirse en un nombre de recordación en Trinidad y Tobago y a través del circuito Caribeño, en donde constantemente generan público por sus actuaciones llenas de energía.
En 2006 KES publicó su álbum de estudio debut titulado Three Baldheads and a Dread (una referencia a los peinados de los miembros de la banda) que ofrecen canciones como «Stay With Me» - el cual dominó como #1 en los charts de Toronto durante 9 semanas consecutivas, un nuevo récord; y «Heads High», una de las favoritas.
En 2007 publicaron su segundo álbum Lion, tema que también dio nombre al álbum, una canción inspiradora y de motivación, así como éxitos de carnaval «My Land» (con la cual Kees y Nadia Batson se posicionaron en el segundo lugar del Concurso Internacional de Soca Monarch en Trinidad & Tobago), «Our Prayer» y canciones con influencia de reggae, «Limin» y «Bigger Brighter Day».
En la última parte de 2007 la banda publicó algunas canciones con un sabor ligeramente diferente, tales como «Come a Little Closer» el cual estuvo en alta rotación en las radios locales. Para 2008 sus canciones de carnaval fueron «Right Dey» y «De Remedy». KES publicó un vídeo para su canción «Lion» en mayo de 2008.
Kees colaboró con un talentos mayores de la industria tales como el compositor Desmond Child (Bon Jovi, Ricky Martin, Aerosmith) con quien coescribió una canción para el nuevo álbum de Ace Young.
El tercer álbum de la banda fue publicado el 10 de febrero de 2009 y se tituló On In 5 e incluía una mezcla de antiguos y nuevas canciones así como presentaciones en vivo.
En el 2010 la canción «Let Me Know» fue escogida por Six Flags para ser tocado a través de sus parques de atracción así como por los programas de American Airlines. Durante ese año la banda también realizó un gran logro actuando en vivo en el BBC World Channel y fue visto por millones a nivel mundial.
En 2011 KES continuó mostrando crecimiento con el lanzamiento de su cuarto álbum Wotless a comienzos de 2011. La canción que da título al álbum fue uno de los más populares en la temporada de carnaval de 2011 en Trinidad y Tobago así como también muchos carnavales en la región. Wotless nació de una colaboración entre KES y el compositor, productor y cantante Kerwin Dubois. Kees ganó la competencia internacional de Soca Groovy ese año con Wotless seguido de una inolvidable presentación en el Carnaval de Viernes (Fantastic Friday) en el Estadio Hasely Crawford en Trinidad. La canción continúa rompiendo fronteras y posicionando a la banda en nuevos mercados alrededor del mundo. Otro álbum incluye «Where Yuh From» (una auténtica pieza invitando a todos a amar y celebrar su patria, producido por KES y Madmen Production), «Ah Ting» (otra fuerte colaboración con Kerwin Dubois, en colaboración con Kees y Kerwin en la voces) y «Come Gyal» (producido por KES y 1st Klase Production).
KES publicó su quinto álbum Stereotype en agosto de 2011. Un álbum experimental, producido junto al equipo Madmen Production, una vez más, muestra la versatilidad de la banda. Stereotypees una combinación de ritmos caribeños, Pop y R&B. Destacan temas del álbum tales como «Let Me Know», «Take Me Away» y «Loving You» (una colaboración con KES y la talentosa Tessanne Chin). 
En 2012 KES colaboró con Snoop Dogg en un remix de su lanzamiento carnaval «Stressaway» (producido por 1st Klase y Kes). El sencillo fue bien recibido y marcó un nuevo territorio para Kes. La banda también comenzó a elevar el nivel local con respecto a vídeos musicales con el lanzamiento del vídeo para «Stressaway» en febrero de 2012. La banda publicó su sexto en febrero de 2012 titulado «Wired». Canciones como «Precision Wine», «Stressaway» y «Coming Over» disfrutaron de alta rotación en radio. Desde 2005 Kes ha lanzado cinco álbumes que han causado gran impacto en su carrera musical así como en su público.

## Discografía
- 2006: Three Baldheads and a Dread
- 2007: Lion
- 2009: On In 5
- 2011: Stereotype
- 2012: Wired